# La película infinita
La película infinita es una película documental de Argentina dirigida por Leandro Listorti sobre su propio guion que estaba integrada por fragmentos de filmes inconclusos y se estrenó el 6 de mayo de 2018.
Fue exhibida en el Buenos Aires Festival Internacional de Cine Independiente de 2018, un festival en el cual el director ocupó el cargo de programador durante una década.

## Sinopsis
Filme formado con fragmentos de películas fallidas del cine argentino, que nunca alcanzaron a completarse, abandonadas por sus autores por motivos muy diversos. Los trozos provienen, entre otros filmes, de Zama que intentó filmar Nicolás Sarquís en 1984; El juicio de Dios (1979), que dejó inacabada Hugo Fili; La neutrónica explotó en Burzaco, de Alejandro Agresti, de 1984; los dibujos animados de El eternauta (1968) realizados por Hugo Gil con vistas a un cortometraje para televisión; Sistema español, con filmación interrumpida de Martín Rejtman, de 1988; Emma Sunz interpretada por Rosario Bléfari y dirigida por Paula Grandío y Cristina Fasulino en 1997, no terminada; El ocio (1999), proyecto inacabado de Mariano Llinás y Agustín Mendilaharzu y Ceibo y taba, de Santiago Calori.

## Intérpretes
Entre los intérpretes que aparecen en los fragmentos de archivo que integran el filme se encuentran:
- Rosario Bléfari
- Edgardo Cozarinsky
- Héctor Alterio
- Ana Katz
- Pepe Soriano
- Jazmín Stuart
- Charo López
- Julia Elena Dávalos
- Ángel Magaña
- Romualdo Quiroga
- Alba Mujica
- Mario Pardo
- Joaquín Bonet
- Yael Ken
- Damián Dreizik
- Robert Bonomo
- Osvaldo de la Vega
- Alejandro Ocón
- Rita Armani
- Jorge de la Riestra

## Comentarios
Juan Pablo Cinelli en Página 12 escribió:

”… fragmentos de películas inacabadas… a partir de características ya mencionadas, como lo fragmentario e incluso arbitrario de su construcción, la película propone una discusión respecto de la idea de narración. Lejos de la linealidad tradicional del cine clásico… representa una particular clase de relato cuya trama puede recorrerse siguiendo el orden temporal que plantea el montaje del director, pero que también llama a ser reordenado por la subjetividad de cada espectador.